# Jens Östberg
Jens Pål Östberg, född 17 februari 1971 i Vaksala, Uppsala, är en svensk filmregissör, scenkonstnär, koreograf, manusförfattare och dansare.

## Biografi
Östberg började som 17-åring dansa balett. Som 23-åring mottog han Bagnoletpriset i koreografi och turnerade därefter i Europa med sina baletter. Enligt Östberg blev dock framgångarna för mycket och han tog som 28-åring en paus från koreografin. I stället arbetade han på förskola och höll föredrag.
Östberg debuterade som filmregissör 2009 med kortfilmen Småvilt. Filmen fick ett hedersomnämnande i novellfilmstävlingen vid Göteborgs filmfestival samma år. Han långfilmsdebuterade 2014 med Flugparken.
Han har två barn från ett tidigare äktenskap med komikern Anna Granath.

## Filmografi
Koreograf
- 1996 – Voyager
- 1997 – Obsessions of a Puzzled Breed
- 1998 – Phrygische Tänze
- 2011 – Killing the Chickens to Scare the Monkeys

Lektör
- 2010 – Sebbe

Manus
- 2009 – Småvilt
- 2014 – Flugparken
- 2019 – Filip och Mona (TV-serie)

Regi
- 2009 – Småvilt
- 2014 – Flugparken
- 2019 – Filip och Mona (TV-serie)

Roller
- 1996 – Voyager
- 1997 – Obsessions of a Puzzled Breed

## Priser och utmärkelser
- 2004 – Birgit Cullberg-stipendiet